# Saison 2003-2004 de l'Élan sportif chalonnais
Saison 2003-2004 de l'Élan chalon en Pro A, avec une troisième place pour sa huitième saison dans l'élite. 

## Effectifs
| Nationalité | Joueur           | Taille |
| ----------- | ---------------- | ------ |
|             | Stanley Jackson  | 1,94 m |
|             | Corey Benjamin   | 1,98 m |
|             | Mickael Mokongo  | 1,78 m |
|             | Uri Cohen-Mintz  | 2,05 m |
|             | Laurent Pluvy    | 1,83 m |
|             | William Copeland | 1,84 m |
|             | Thabo Sefolosha  | 1,99 m |
|             | Jonas Larsson    | 1,95 m |
|             | Willem Laure     | 2,02 m |
|             | Corey Crowder    | 1,95 m |
|             | Martin Henlan    | 2,09 m |
|             | Will McDonald    | 2,08 m |

| Nationalité | Joueur        | Taille |
| ----------- | ------------- | ------ |
|             | Jess Delhomme | 1,86 m |
|             | Miro Vranjic  | 2,03 m |
|             | Samba Dia     | 1,99 m |

## Matchs

### Matchs amicaux
Avant saison

### Championnat

#### Matchs aller
- Chalon-sur-Saône / Nancy : 100–93
- Pau-Orthez / Chalon-sur-Saône : 97–79
- Chalon-sur-Saône / Cholet : 81–83
- Dijon / Chalon-sur-Saône : 82–68
- Chalon-sur-Saône / Le Havre : 86–71
- Hyères-Toulon / Chalon-sur-Saône : 61–76
- Chalon-sur-Saône / Besançon : 76–71
- Paris / Chalon-sur-Saône : 69–59
- Gravelines Dunkerque / Chalon-sur-Saône : 93–78
- Chalon-sur-Saône / Reims : 98–83
- Bourg-en-Bresse / Chalon-sur-Saône : 74–96
- Chalon-sur-Saône / Roanne : 88–73
- Strasbourg / Chalon-sur-Saône : 95–86
- Chalon-sur-Saône / Lyon-Villeurbanne : 73–69
- Vichy / Chalon-sur-Saône : 84–86
- Chalon-sur-Saône / Limoges : 75–74
- Le Mans / Chalon-sur-Saône : 77–56

#### Matchs retour
- Chalon-sur-Saône / Pau-Orthez : 69–73
- Cholet / Chalon-sur-Saône : 55–70
- Chalon-sur-Saône / Dijon : 75–57
- Le Havre / Chalon-sur-Saône : 71–53
- Chalon-sur-Saône / Hyeres-Toulon : 71–65
- Besancon / Chalon-sur-Saône : 84–87
- Chalon-sur-Saône / Paris : 89–80
- Chalon-sur-Saône / Gravelines-Dunkerque : 68–63
- Reims / Chalon-sur-Saône : 69–72
- Chalon-sur-Saône / Bourg-en-Bresse : 89–85
- Roanne / Chalon-sur-Saône : 69–92
- Chalon-sur-Saône / Strasbourg : 77–62
- Lyon-Villeurbanne / Chalon-sur-Saône : 80–84
- Chalon-sur-Saône / Vichy : 72-55
- Limoges / Chalon-sur-Saône : 82-85
- Chalon-sur-Saône / Le Mans : 78-77
- Nancy / Chalon-sur-Saône : 79–93

Extrait du classement de Pro A 2003-2004